# Белоусов, Валерий Павлович

Вале́рий Па́влович Белоусов (род. 4 апреля 1940, Москва) — советский боксёр. Мастер спорта СССР международного класса. Участник XIX Олимпийских игр 1968 в Мехико.

## Биография
Валерий Белоусов родился 4 апреля 1940 года в городе Москва. Детство провел в Ельце, где в 1954 году принял участие в Первом чемпионате Липецкой области по боксу в составе команды Елец.
Боксёр (лёгкая весовая категория) Валерий Белоусов (Елец, ДСО «Спартак») завоевывает титул чемпиона РСФСР по боксу в 1961 году.
В 1967 году, ученик тренера Владимира Александровича Лаврова, Валерий Белоусов становится чемпионом СССР по боксу в полулёгком весе (57 кг).
В 1968 году боксер, студент ВГИФК Валерий Белоусов, побеждает на Спартакиаде народов СССР и завоевывает путевку на Олимпийские игры в столице Мексики. Дойдя до 1/8 Финала Валерий Белоусов проигрывает будущему обладателю бронзовой награды Звонимиру Вуину из Югославии и занимает 9 место.

## Участие в чемпионате СССР
- Чемпионат СССР по боксу 1964 года, 57 кг (за г. Краснодар) — ;
- Чемпионат СССР по боксу 1965 года, 57 кг (за г. Краснодар) — ;
- Чемпионат СССР по боксу 1966 года, 57 кг (за г. Краснодар) — ;
- Чемпионат СССР по боксу 1967 года, 57 кг (за г. Краснодар) — ;
- Чемпионат СССР по боксу 1968 года, 60 кг (за г. Волгоград) — ;
- Чемпионат СССР по боксу 1969 года, 60 кг (за г. Волгоград) — ;
- Чемпионат СССР по боксу 1970 года, 60 кг (за г. Волгоград) — ;
- Чемпионат СССР по боксу 1971 года, 60 кг (за г. Волгоград) — .

## Участие на XIX Олимпийских игр 1968 в Мехико
Мужчины, легкий вес, 60 кг, 9 место, 1/8 Финала.